# Villabrágima
Villabrágima – gmina w Hiszpanii, w prowincji Valladolid, w Kastylii i León, o powierzchni 67,13 km². W 2011 roku gmina liczyła 1091 mieszkańców.